# Gnophos exilis
Gnophos exilis là một loài bướm đêm trong họ Geometridae.